# Crno (Novi Vinodolski)
Crno je naselje u Hrvatskoj u sastavu Grada Novog Vinodolskog. Nalazi se u Primorsko-goranskoj županiji.

## Zemljopis
Zapadno-sjeverozapadno su Donji Zagon i Ledenice, sjeverozapadno je Bater, jugozapadno su Novi Vinodolski, Povile i Klenovica, južno jugozapadno je Drinak, jugoistočno su Podmelnik, Luka Krmpotska, Javorje i Zabukovac. 

## Stanovništvo
| broj stanovnika | 362   |       | 431   | 380   | 344   | 345   | 281   | 199   | 116   | 118   | 101   | 28    | 11    | 3     | 1     | 1     | 8     |
|                 | 1857. | 1869. | 1880. | 1890. | 1900. | 1910. | 1921. | 1931. | 1948. | 1953. | 1961. | 1971. | 1981. | 1991. | 2001. | 2011. | 2021. |